# Sinfonia n.º 2 (Borodin)
A Sinfonia Nº 2 em Si menor foi escrita por Aleksandr Borodin entre 1869 e 1877. Após uma apresentação sem sucesso, regida por Eduard Nápravník, Borodin re-orquestrou sua obra. Rimsky-Korsakov regeu a nova peça em 1879, e foi muito bem recebida.
Em 1880, Franz Liszt apresentou a sinfonia na Alemanha, levando o nome de Borodin ao resto da Europa.

## Movimentos e duração
1. Allegro
2. Scherzo – Prestissimo; Trio; Allegretto
3. Andante
4. Finale – Allegro

A Sinfonia Nº 2 dura aproximadamente 27 minutos.